# Bellas Artes (metropolitana di Città del Messico)
Bellas Artes è una stazione della metropolitana di Città del Messico, così chiamata per la vicinanza con il Palacio de Bellas Artes, uno dei più importanti e famosi edifici della città. Nella stazione di Bellas Artes si incrociano le linee 2 e 8 della metropolitana. L'entrata è situata a lato del Palazzo di Bella Artes e venne donata dal sistema metropolitano di Parigi.